# ترانه تنهایی تهران
ترانه تنهایی تهران فیلمی به کارگردانی و نویسندگی سامان سالور ساختهٔ سال ۱۳۸۷ است.

## خلاصه داستان
داستان دو نصاب ماهواره است که یکی مدعی حضور در جنگ است و دیگری مهندس مخابرات بی‌کاری است که از ناچاری روی پشت‌بام خانه‌ها ماهواره نصب می‌کنند. در جریان نصب ماهواره برای این دو شخصیت در شهر بزرگ تهران اتفاقات جدیدی می‌افتد.

## بازیگران
- بهروز جلیلی
- حمید حبیبی فر
- مجتبی بیطرفان
- مریم صباغیان
- محمد فصیحی
- محمدرضا سالور

## جوایز
- جایزه ویژه هیئت داوران جشنواره بین المللی فیلم باتومی ۲۰۰۸
- جایزه ویژه هیئت داوران جشنواره بین‌المللی فیلم فونچال ۲۰۰۸
- جایزه مجموع بهترین بازیگران جشنواره بین‌المللی فیلم فونچال ۲۰۰۸